# Bizau
Bizau é um município da Áustria, situado no distrito de Bregenz, no estado de Vorarlberg. Tem 21,09 km² de área e sua população em 2019 foi estimada em 1.125 habitantes.